# Cattedrale di Poitiers
La cattedrale di San Pietro (in francese: Cathédrale Saint-Pierre de Poitiers) è il principale luogo di culto cattolico di Poitiers, nel dipartimento della Vienne.
La chiesa, sede del vescovo di Poitiers, è monumento storico di Francia dal 1875.

## Storia e descrizione
In stile gotico angioino, venne iniziata nel 1162 per volontà di Eleonora d'Aquitania ed Enrico II d'Inghilterra, ma venne consacrata solo nel 1379. La facciata è affiancata da due torri incompiute e si richiama a modelli stilistici del nord della Francia.
All'interno conserva degli stalli del XIII secolo ed una serie di vetrate istoriate del XII e del XIII secolo, tra le quali una crocifissione considerata una delle migliori realizzazione dell'arte vetraria medioevale francese.